# 20025 Petronaviera
20025 Petronaviera è un asteroide della fascia principale. Scoperto nel 1992, presenta un'orbita caratterizzata da un semiasse maggiore pari a 2,950952 UA e da un'eccentricità di 0,090038, inclinata di 2,424745° rispetto all'eclittica.